# Lingua finlandese
La lingua finlandese, o finnica (nome nativo suomen kieli), è una lingua uralica (alla cui famiglia appartengono, tra gli altri, l'ungherese, l'estone e le lingue sami) del ramo baltofinnico, parlata dalla maggioranza della popolazione in Finlandia e dall'etnia finlandese al di fuori della Finlandia e, perciò, è una delle due lingue ufficiali della Finlandia (l'altra è lo svedese). Inoltre, in Svezia, il finlandese, come anche il meänkieli è lingua ufficiale minoritaria.
Al 2022, è parlata da 5,7 milioni di parlanti, in gran parte madrelingua.
Le peculiarità del finnico possono essere sintetizzate come segue: la grammatica è basata sulla declinazione delle singole parole; la posizione delle parole nella frase è generalmente basata sull'importanza del messaggio informativo di ogni termine; la forma base di costruzione della frase è comunque SVO (soggetto-verbo-oggetto). L'ortografia si basa sull'alfabeto latino derivato da quello svedese e per la maggior parte ogni grafema corrisponde ad un fonema e viceversa. La lunghezza delle vocali e quella delle consonanti sono distinte ed esistono vari dittonghi, sebbene l'armonia vocalica limiti questi.
Il finlandese è una lingua agglutinante, ossia una lingua che ricorre spesso a suffissi e declinazioni, anziché a preposizioni o posposizioni distinte dal vocabolo base. Ad esempio:
- kirja: libro
- kirjani: il mio libro
- kirjassa: nel libro
- kirjassani: nel mio libro
- kirjassanikin: anche nel mio libro

Il finnico è parlato da circa 6 milioni di persone. La maggior parte di esse vive in Finlandia (dove il finnico è parlato da circa il 93% della popolazione), ma antiche minoranze di locutori si trovano anche nella Svezia settentrionale (il dialetto finnico parlato in tale zona è chiamato meänkieli, ovvero "la nostra lingua"), in Norvegia (è la lingua del popolo Kven) e in Ingria. Di tale regione fa parte l'attuale Carelia, in cui circa 70.000 persone parlano il dialetto finnico del careliano, e che ha status di lingua ufficiale nella Repubblica russa della Carelia. Gruppi di recente formazione di locutori finnici si trovano in America settentrionale (emigrazione durante il XIX secolo) e in Europa. Il più grande gruppo di locutori finnici al di fuori della Finlandia si trova comunque in Svezia, dal momento che, oltre alla minoranza linguistica del meänkieli, numerosa è la presenza di finlandesi nel sud della Svezia (soprattutto a Göteborg) a causa dell'emigrazione avvenuta durante gli anni sessanta e settanta dello scorso secolo.

## Storia della lingua finnica
Il protofinnico, ovvero la forma originaria del finnico, appartenente al gruppo di lingue baltofinniche, era parlato su entrambe le rive del Golfo di Finlandia (ovvero nell'attuale Finlandia meridionale e in Estonia) già nel periodo avanti Cristo. Il protofinnico e le lingue sami possono essere a loro volta riunite in un'unica forma originaria, chiamata finnico primitivo oppure lingua finnosami originaria. Le lingue baltofinniche e le lingue sami hanno incominciato a differenziarsi intorno al 1500-1000 a.C. Tale differenziazione è avvenuta lentamente, poiché i sami residenti nel sud della Finlandia erano assimilati agli antenati finlandesi.
I dialetti baltofinnici della parte settentrionale del Golfo di Finlandia hanno incominciato a dare origine alla lingua finnica solo intorno al 1200, quando il nuovo confine di Novgorod tra Svezia e Russia separò i protolocutori del careliano dai protolocutori dei dialetti finnici orientali. Il finnico scritto si è formato, durante un periodo che va dal XVI al XIX secolo, sulla base del dialetto sudoccidentale della regione dell'attuale Turku, mentre il popolo continuava a parlare i propri dialetti. Anche oggigiorno sono abbastanza marcate le differenze dialettali, sebbene molto lontane dalla differenziazione linguistica presente in Italia.

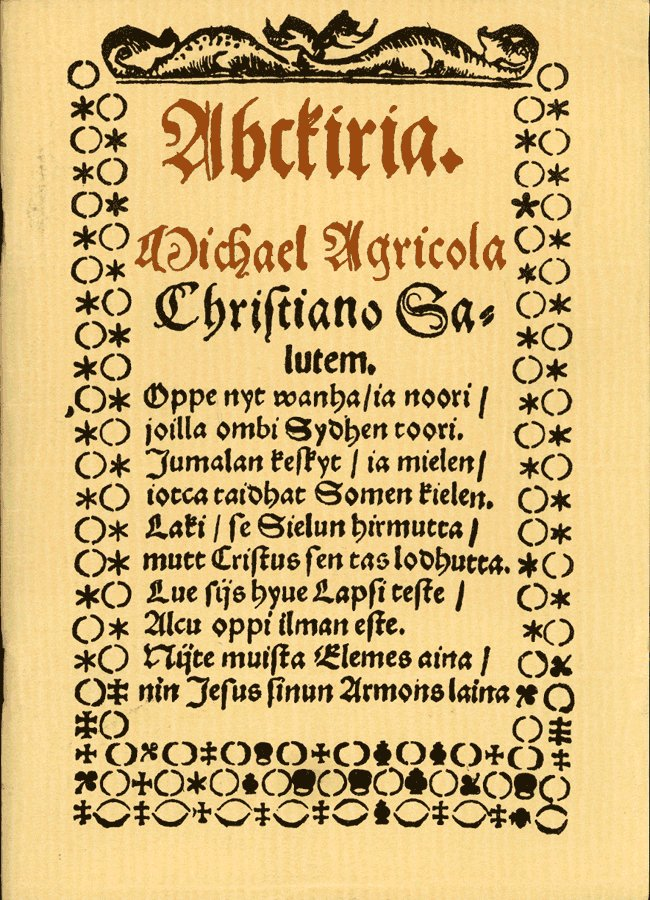
Abckiria, ovvero "il libro dell'Abc".

Prima del 1500, nel periodo del protofinnico, la lingua non era praticamente usata in forma scritta; si sono infatti conservati solo alcuni nomi, parole e frammenti di frase. La nascita ufficiale del finnico avviene infatti con la riforma religiosa del XVI secolo. Grazie al vescovo Mikael Agricola vedono la luce i primi libri stampati in finnico (l'Abckiria, ovvero il "libro dell'Abc" nel 1543, e Se Wsi Testamenti, ovvero "Il nuovo testamento", nel 1548). L'ortografia di Agricola era basata sul modello della lingua latina, tedesca e svedese, per cui, ad esempio, la scrittura delle vocali lunghe e la distinzione tra la ä e la e erano contraddittorie. A partire da questi libri, e per i successivi tre secoli, la lingua finnica scritta si è sviluppata e logicizzata, sebbene il suo utilizzo fosse circoscritto, per lo meno fino all'Ottocento, alla cerchia ecclesiastica e dell'insegnamento elementare. In finnico vennero scritti principalmente libri religiosi e importanti testi amministrativi (ad esempio, le ordinanze statali alla popolazione), e la popolazione stessa sapeva generalmente leggere, ma raramente scrivere.
I cambiamenti politici del XIX secolo (il cosiddetto "periodo dell'autonomia", coincidente con il periodo della dominazione russa), e le idee del romanticismo nazionalista portarono a un forte e veloce sviluppo del finnico scritto. Nacque anche un conflitto letterario a causa dell'uso scritto preponderante dei dialetti finnici sudoccidentali a scapito di quelli orientali, che si concluse con un compromesso tale per cui la lingua scritta non doveva rappresentare nessun dialetto in particolare. La terminologia venne rapidamente sviluppata costruendo numerosi neologismi, oppure modificando termini dialettali per altri usi; ad esempio juna (treno) deriva originariamente da jono (fila). Finalmente nel 1863 vide luce il primo decreto sulla lingua, in cui si specificava che la lingua finnica avrebbe assunto ruolo di lingua ufficiale, affiancandosi allo svedese, nel giro dei successivi venti anni. Ciò costrinse anche a incrementare l'istruzione della popolazione; non a caso proprio in quel periodo venne incominciata la pubblicazione regolare di riviste di letteratura non religiosa in finnico.
Il periodo del finnico contemporaneo viene fatto incominciare intorno al 1870, contemporaneamente alla pubblicazione del primo romanzo in lingua, Sette fratelli (Seitsemän veljestä) del maggiore scrittore finlandese Aleksis Kivi. Da allora fino ai giorni nostri la lingua finnica comune non ha più subito repentini cambiamenti, se si eccettua l'introduzione di neologismi. I cambiamenti più evidenti di questi ultimi decenni non sono legati alla lingua comune, bensì al suo uso: oggigiorno infatti è accettato l'uso del finnico parlato anche in contesti ufficiali. Le differenze tra la lingua parlata e quella scritta sono legate principalmente all'uso di termini dialettali; per esempio i pronomi personali "io" e "tu" sono usati nella forma parlata mä e sä anziché in quella scritta minä e sinä, oppure l'uso delle forme passive dei verbi viene preferito all'uso della prima persona plurale dell'indicativo (me mennään, cioè "noi si va" in luogo di me menemme, "noi andiamo").

## Evoluzione del lessico
Dopo il periodo del protofinnico, periodo distinto nell'evoluzione della lingua finnica, il lessico si è rinnovato in parte autonomamente — formazione di derivati e agglutinazione di più termini in parole composte — e in parte in forma di prestiti linguistici.

### Prestiti linguistici
I prestiti più antichi derivano dalle lingue germaniche parlate in Sassonia (non a caso la Germania è chiamata Saksa in finlandese), mentre i prestiti più comuni vengono, per motivi storici, dallo svedese. Anche termini paneuropei quali aasi (asino), öylätti (ostia), sono giunti in Finlandia con il tramite della lingua svedese.
Influenze della lingua russa sono presenti nei dialetti più orientali, e sono passati nel XIX secolo a uso scritto, parte a causa della loro presenza nel poema epico finnico Kalevala e parte a causa del fatto che la maggior parte dei finlandesi ignorava la loro origine straniera. Alcuni esempi di prestiti dal russo sono leima (timbro), rotu (razza), viesti (messaggio).
Durante la strutturazione della lingua finnica scritta sono stati eliminati neologismi nati in forma orale da prestiti linguistici, e sostituiti con parole derivate da termini finnici. Così da kirja (libro) si è costruito kirjasto (biblioteca) al posto del prestito svedese biblioteekki, puhe (parola, il parlare) → puhelin (telefono) al posto di telefooni, oppi (sapere, conoscenza) → yliopisto (università) al posto di universiteetti, muovata (foggiare, sagomare) → muovi (plastica) al posto di plastiikki.
Molti neologismi sono comunque andati persi, e sostituiti da prestiti stranieri: sätiö → radio, kärkky → bakteeri (batterio), äänikkö → magnetofoni (magnetofono), jalopeura → leijona (leone), paukkumaissi  → popcorn, joukkoistuin → sohva (divano).
Oggigiorno i prestiti sono abbastanza evidenti, anche a causa dell'internazionalizzazione di molti termini tecnici e dall'influenza sempre più marcata della lingua inglese. Generalmente i prestiti stranieri nella lingua finnica sono modificati in modo da poter accordarsi con le regole grammaticali (tape → teippi, scotch), oppure traducendoli alla lettera (scheda madre  → emolevy).

### Dizionari e grammatiche di lingua finnica

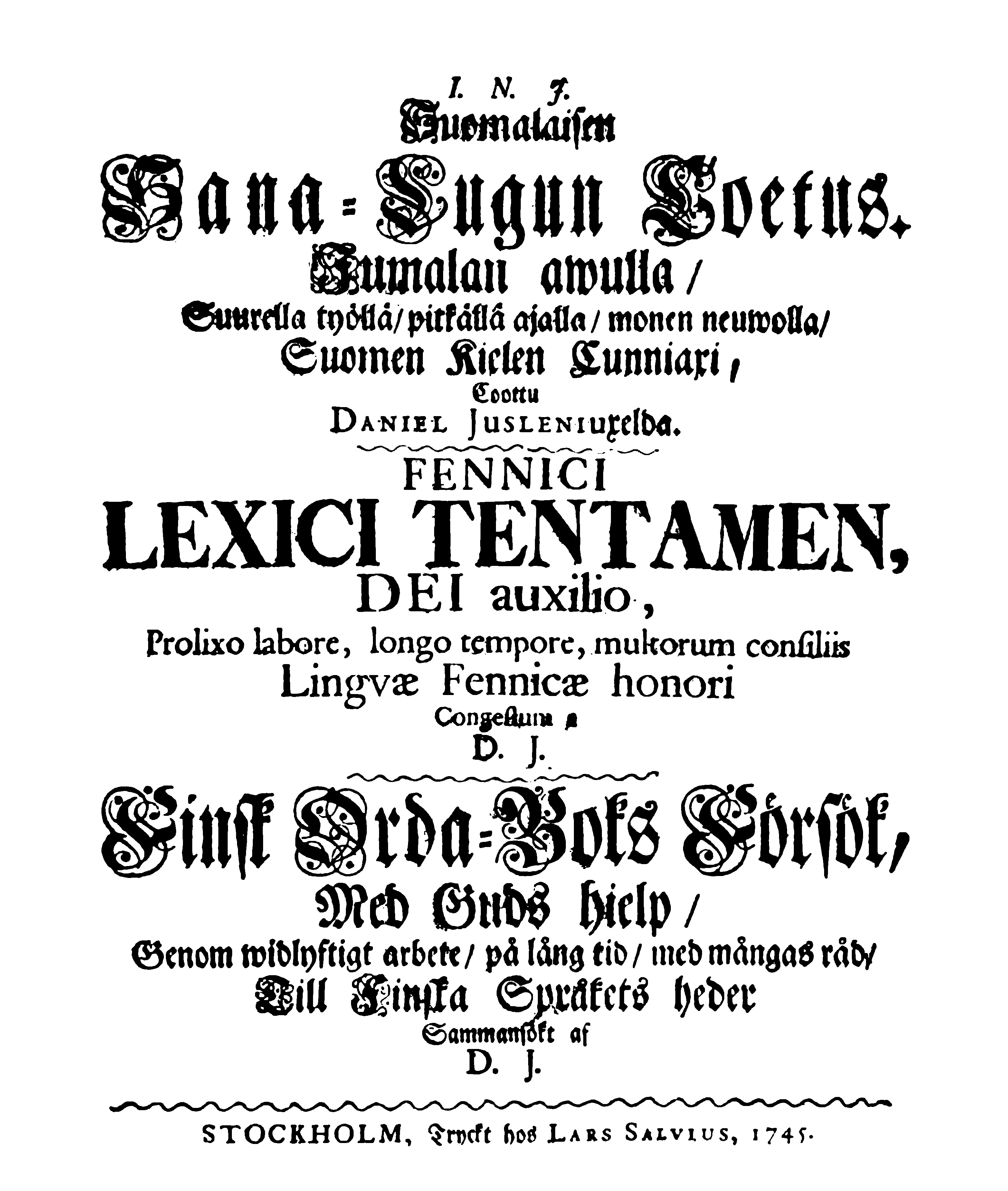
Suomalaisen Sana - Lugun Coetus, il primo dizionario finnico.

La prima grammatica finnica, dal nome latino di Linguae Finnicae brevis institutio risale al 1649 a cura di Aeschillus Petraeus, mentre il primo dizionario, chiamato Suomalaisen Sana – Lugun Coetus, è del 1745 e a cura di Daniel Juslenius, contenente circa 16.000 parole, e anche provvisto di un piccolo elenco di termini svedesi.
I dizionari di finnico più usati oggigiorno sono il Nykysuomen sanakirja (dizionario di finnico corrente) stampato dalla WSOY e giunto nel 2002 alla sua quindicesima edizione (la prima risale alla fine degli anni venti) e il Suomen kielen perussanakirja (dizionario base della lingua finnica), pubblicato dal Kotimaisten kielten tutkimuskeskus (centro di ricerca delle lingue nazionali), sia in formato cartaceo sia elettronico.

## Morfologia linguistica
La lingua finnica è scritta con l'alfabeto finlandese, ossia con l'alfabeto latino nella sua forma usata anche in Svezia, ovvero comprendente le lettere speciali ä, ö e å, oltre alle consonanti š e ž.
I termini della lingua finnica sono divisi nelle seguenti categorie: sostantivi (substantiivit), aggettivi (adjektiivit), pronomi (pronominit), numerali (numeraalit), verbi (verbit) e particelle (partikkelit). Sostantivi e aggettivi non si flettono in base ai generi grammaticali, che in finnico sono inesistenti. Questa lingua non possiede alcun tipo di articolo

### I casi
In finnico i sostantivi, gli aggettivi, i pronomi, i numerali e le parti nominali dei verbi vengono declinate, oltre che in base al numero (singolare o plurale), anche in base a 15 casi:
- Nominativo: è il caso del soggetto (Kirja on pieni – Il libro è piccolo).

Risponde alle domande: kuka? (chi?), mikä? (che cosa?).
Il plurale si forma aggiungendo la desinenza -t al morfema debole del tema
- Accusativo: corrisponde generalmente al complemento oggetto (Maria ostaa kirjan – Maria compra un libro).

È uguale al genitivo nella forma singolare e al nominativo nella forma plurale. Fanno eccezione i pronomi personali, che vengono declinati con la desinenza -t (es. minut, me).
- Genitivo: è il caso del complemento di specificazione (Kirjan kansi on punainen – La copertina del libro è rossa).

Risponde alle domande: kenen? (di chi?), minkä? (di che cosa?).
Si forma aggiungendo la desinenza -n al singolare, le desinenze -en, -ten, -den/-tten al plurale, quindi è identico all'accusativo.
- Partitivo: indica la parte di una cosa o una quantità indefinita, è anche il complemento diretto delle frasi negative  (En näe kirjaa Non vedo il libro).

Risponde alle domande: ketä? (chi?), mitä? (che cosa?).
Si forma aggiungendo le desinenze -a/-ä, -ta/-tä, -tta/-ttä al singolare, le desinenze -a/-ä, -ta/-tä al plurale.
- Inessivo: è il caso del complemento di stato in luogo interno (Mario on autossa – Mario è nella macchina).

Risponde alla domanda: missä? (dove?).
Si forma aggiungendo la desinenza -ssa/-ssä
- Elativo: è il caso del complemento di moto da luogo interno o la provenienza (Mario tuli ulos autosta – Mario è uscito dalla macchina ). Inoltre è anche il caso del complemento di argomento (Mario puhuu autostaan - Mario parla della sua macchina).

Risponde alla domanda: mistä? (da dove?).
Si forma aggiungendo la desinenza -sta/-stä
- Illativo: è il caso del complemento di moto a luogo interno (Mario istuu autoon – Mario si siede nella macchina).

Risponde alla domanda: mihin? (verso dove?).
Si forma aggiungendo le desinenze -Vn, -hVn, -seen al singolare e -hin, -siin al plurale
- Adessivo: è il caso del complemento di stato in luogo esterno (Kirja on pöydällä – Il libro è sul tavolo), oppure il mezzo con cui si svolge un'azione o il modo in cui si compie (Mario opiskelee kirjalla – Mario studia con un libro). Inoltre indica il possessore nell'espressione: io ho (Minulla on kirja – Io ho un libro).

Risponde alla domanda: millä? (dove? in che modo? a chi?), millä paikalla? (in che posto?).
Si forma aggiungendo la desinenza -lla/-llä
- Ablativo: è il caso del complemento di moto da luogo esterno. Indica separazione o provenienza (Mario ottaa kirjan pöydältä – Mario prende il libro dal tavolo).

Risponde alla domanda: miltä? (come? da dove?), miltä paikalta? (da che posto?).
Si forma aggiungendo la desinenza -lta/-ltä
- Allativo: è il caso del complemento di moto a luogo esterno (Il libro è caduto sul pavimento), oppure del complemento di termine (Mario on kirjoittanut Luigille – Mario ha scritto a Luigi).

Risponde alla domanda: kenelle? (a chi?).
Si forma aggiungendo la desinenza -lle
- Essivo: indica lo stato/la situazione in cui si trova una persona o una cosa. (Lääkärinä Mario tekee paljon töitä – Come medico / In quanto medico, Mario lavora tanto).

Risponde alla domanda: minä? (in qualità di cosa?).
Si forma aggiungendo la desinenza -na/-nä
- Translativo: esprime una trasformazione (Mario valmistui lääkäriksi – Mario è diventato medico).

Risponde alla domanda: miksi? (come?).
Si forma aggiungendo la desinenza -ksi
- Istruttivo: è il caso del complemento di mezzo (Näin sen omin silmin – L'ho visto con i miei occhi).

Risponde alla domanda: miten? (come?).
Si forma aggiungendo la desinenza -n e si declina solo al plurale.
- Comitativo: è il caso del complemento di compagnia, abbastanza raro nel finnico parlato (Mario tuli vaimoineen – Mario è venuto con sua moglie).

Risponde alle domande: kenen kanssa? (con chi?), minkä kanssa? (con cosa?).
Si forma aggiungendo la desinenza -ne, sempre preceduta dalla desinenza -i.
- Abessivo: esprime la mancanza di qualcosa, molto raro nel finnico parlato (Mario on kirjatta – Mario è senza libri).

Risponde alla domanda: mitä ilman? (senza che cosa?).
Si forma aggiungendo la desinenza -tta/-ttä
Con la sola eccezione del nominativo plurale, che ha una propria desinenza (-t), per il plurale degli altri casi le desinenze indicate sono sempre precedute dalla vocale -i, che muta in -j quando sia l'ultima lettera della radice del nome che la prima lettera della desinenza di caso sono vocali. Tale modificazione occorre solo per i nomi che terminano in vocale che al plurale non cade e per casi i cui suffissi constano di una vocale o iniziano con una vocale. Quindi il partitivo plurale e il genitivo plurale di kirjasto (libreria) sono rispettivamente kirjastoja e kirjastojen.
L'abessivo, l'instruttivo e il comitativo sono rari e solitamente appaiono in espressioni avverbiali (paljain jaloin, a piedi nudi). Più raro ancora è il prolativo, che si forma con l'aggiunta della desinenza -tse (maitse, meritse, sähköpostitse, rispettivamente "via terra", "via mare", "via posta elettronica"). ll caso particolare della desinenza -t dei pronomi personali del caso accusativo è usata in alcuni dialetti anche per i nomi propri di persona (otetaan Matit ja Maijat mukaan ja lähetään kylälle, passiamo a prendere Matti e Maija e andiamo in paese).

### Suffisso possessivo
I sostantivi si declinano anche in funzione della persona, a essi cioè può essere legato anche un suffisso possessivo. Tali suffissi vengono inseriti dopo la desinenza del caso utilizzato.
- -ni (prima pers. sing.)
- -si (seconda pers. sing.)
- -nsa, -nsä oppure -Vn (terza pers. sing.)
- -mme (prima pers. pl.)
- -nne (seconda pers. pl.)
- -nsa, -nsä oppure -Vn (terza pers. pl.)

Per i casi nominativo, genitivo e illativo, singolare e plurale, si impiega sempre -nsa, -nsä. Per gli altri casi si impiega -Vn: ma per il partitivo singolare si impiega -nsa, -nsä quando la radice della parola termina con vocale breve -a,-ä.
- En ottanut hänen lippuaan / lippuansa, Non ho preso il suo biglietto.
- En ottanut hänen junaansa, Non ho preso il suo treno.

L'uso del suffisso possessivo è obbligatorio nella lingua finnica scritta, in aggiunta può essere utilizzato, come attributo del sostantivo, anche il pronome di persona al genitivo (minun autoni oppure autoni, "la mia auto"). Nella terza persona, l'usare o meno il pronome di persona indica, rispettivamente, la forma non riflessiva o riflessiva della frase:
- Pekka näki autonsa, "Pekka ha visto la sua propria auto"
- Pekka näki hänen autonsa, "Pekka ha visto la sua auto" (di un'altra persona).

Nella lingua parlata i suffissi possessivi vengono usati raramente. Generalmente il loro utilizzo si limita alle forme di possesso riflessivo (mä löysin kirjani, "trovai il mio libro"), oppure in senso rafforzativo o in linguaggio volutamente forbito. A prescindere dal loro uso o meno, essi sono completamente comprensibili anche nella forma parlata.
I suffissi possessivi sono utilizzati anche abbinati ai pronomi riflessivi (itselleni, "a me stesso", toisilleen "a un altro"), e anche con le forme infinite dei verbi (kerroin tulevani huomenna, "dissi che sarei arrivato domani").
Lo sviluppo della lingua finnica suggerisce una diminuzione progressiva dell'uso suffissi possessivi, che sono sostituiti semplicemente dall'attributo al genitivo, così come accaduto nella lingua estone, che ha perso completamente tali suffissi.

### Verbi
Le forme dei verbi vengono divise in due categorie:
- Forma finita. Sono le forme coniugabili in funzione della persona (6 forme personali più il passivo); i verbi in forma finita vengono usati nella forma canonica di predicato
- Forma infinita o forma nominale. In questa forma i verbi vengono declinati alla stregua dei sostantivi (casi, singolare/plurale e suffissi possessivi), e usati pertanto anche in forma sostantivata.

I modi dei verbi in forma finita sono sei: indicativo, imperativo, condizionale e potenziale. Raramente sono utilizzati i vecchi modi eventivo e ottativo.
I tempi sono anch'essi quattro: presente, imperfetto, perfetto e piuccheperfetto. Altri tempi usati nel passato sono caduti in disuso. Interessante notare come nella lingua finnica non esista un tempo futuro.
I verbi in forma nominale si dividono in infinitivi e participi. La forma infinitiva è usata all'interno della frase allo stesso modo dei sostantivi, e può presentarsi in alcune forme declinate. Ad esempio il verbo syödä (mangiare) diventa syömässä ("a mangiare", "mangiando", stato in luogo), syömästä ("dal mangiare", moto da luogo), syömään ("a mangiare", moto a luogo), syömättä ("senza mangiare", "senza aver mangiato", abessivo). In forma infinitiva i verbi possono anche avere il suffisso possessivo (mennessämme, "nel nostro andare", "mentre stiamo/stavamo andando", nähdäkseni, "per vedermi"). I participi, nel loro declinarsi e nella loro sintassi, si comportano come aggettivi, ovvero possono declinarsi in tutti i casi, e in tutti i modi comparativi. Ad esempio il primo participio (participio presente) del verbo tehdä (fare) è tekevä (facente, colui che fa), e può assumere la forma comparativa relativa tekevämpi e comparativa assoluta tekevin, difficilmente traducibili direttamente in italiano senza l'uso di circonlocuzioni. Così come nel modo infinitivo, anche i participi hanno forme attive e passive. Il citato verbo syödä ha come participio presente syövä (mangiante) nella forma attiva e syötävä (mangiabile) nella forma passiva, mentre il participio passato è syönyt (mangiato) nella forma attiva e syöty (stato mangiato) in quella passiva.
Un'altra peculiarità del finnico, presente anche in altre lingue uraliche, è il verbo di negazione, che si coniuga in funzione della persona. All'indicativo le sei forme personali sono en, et, ei, emme, ette, eivät, all'imperativo è presente nella seconda e terza persona singolare (älä e älköön) e in tutte e tre le forme plurali (älkäämme, älkää, älkööt). Dei modi nominali del verbo di negazione è rimasto, nel finnico corrente, solo la forma del participio presente (primo participio) che è epä ed è spesso utilizzato come prefisso di negazione in molti aggettivi (es. epävirallinen, non ufficiale, ufficioso).
La negazione dei verbi si ottiene dunque inserendo il verbo di negazione tra il soggetto e il verbo, ovvero come un vero e proprio verbo ausiliare. Ad esempio, sinä olet lukenut (tu hai letto) diventa sinä et ole lukenut (tu non hai letto).
Nella forma interrogativa, è il verbo a spostarsi all'inizio della frase e ad assumere la particella interrogativa -ko o -kö: oletko lukenut (hai letto?), etkö sinä ole lukenut (non hai letto?).

### Alterazioni fonetiche morfologiche o relative alla declinazione
A differenza delle lingue agglutinanti canoniche, nella lingua finnica la radice (il tema lessicale) e la desinenza dei termini possono avere numerose varianti. Questo comportamento è legato agli sviluppi fonetici della lingua risalenti alle lingue baltofinniche o ancora a tempi antecedenti. I cambiamenti nel tema lessicale sono causati dai seguenti fattori:
- Cambiamento del morfema vocalico e consonantico. La maggior parte dei sostantivi terminano, in forma nominativa, con una vocale (es. veri, sangue), oppure il tema, a cui viene aggiunta la desinenza, termina con una vocale (es. nominativo: hevonen, genitivo: hevose-n, "cavallo"). Ma nel caso di altre desinenze, soprattutto del partitivo, una consonante viene aggiunta al tema (variante del tema) privato della vocale terminale (ad es. il partitivo singolare degli esempi sopra citati è ver-ta e hevos-ta).
- Alternanza consonantica: nei termini che presentano nel tema consonanti occlusive (k, p, t), esse cambiano a seconda che la sillaba successiva (generalmente la desinenza) sia chiusa (terminante con una consonante) oppure aperta (es. nominativo: kukka, genitivo kuka-n, partitivo kukka-a, "fiore"). L'alternanza consonantica è sintatticamente un fenomeno così importante che si estende anche ai nuovi prestiti stranieri, a termini di uso esclusivo della lingua parlata, e anche a consonanti non storicamente presenti nella lingua finnica. Ad esempio, il neologismo dubata, "doppiare (un film)" diventa alla terza persona singolare dell'indicativo dubbaa
- Variazioni del tema lessicale con vocali terminali e e i: nelle parole in cui il tema termini con la vocale e, la forma del nominativo singolare termina in i (gen. vere-n : nom. veri, "sangue", gen. lapse-n : nom. lapsi, "bambino"). Le parole aventi tema terminante in i, e il cui nominativo termina anch'esso in i, sono da un punto di vista della declinazione termini a tema vocalico, e sono generalmente parole derivate come kasvi (pianta) o prestiti stranieri come lasi (bicchiere).
- Cambiamenti di t e s: anticamente (già prima del periodo del protofinnico), la t si è trasformata in s davanti alla vocale i, per cui nelle parole antiche in cui il morfema vocalico i si trasforma in e e aventi davanti a esso una t (o alla sua consonante alternativa d), quest'ultima cambia in s. Ad esempio la parola "acqua" è vesi al nominativo, vettä al partitivo e veden al genitivo.

Esempi di tipi di temi lessicali:
- valo (luce)
  - tema vocalico invariabile valo-: valon (gen.), valoa (part.)
- takka (camino, focolare)
  - tema vocalico forte takka-: takkaan (illativo)
  - tema vocalico debole taka-: takassa (inessivo)
- keihäs (lancia)
  - tema vocalico keihää-: keihäät (nom. pl.)
  - tema consonantico keihäs-: keihästä (part. sing.)
- opas (guida)
  - tema vocalico (di grado forte) oppaa-: oppaana (essivo)
  - tema consonantico (di grado debole) opas-: opasta (part.)
- vesi (acqua)
  - tema vocalico forte vete-: vetenä (essivo)
  - tema vocalico debole vede-: vedestä (elativo)
  - tema consonantico vet-: vettä (part.)

## Fonetica e ortografia

### Sistema fonetico
Nel finnico il sistema vocalico è alquanto ampio. Esso è composto da:
- Cinque vocali anteriori
  - arrotondate: vocale semialta ö e alta y (pronunciata come la tedesca ü)
  - non arrotondate: alta i, semialta e e ampia ä
- Tre vocali posteriori
  - arrotondate: semialta o e alta u
  - non arrotondate: ampia a.

Le vocali si presentano in forma lunga e breve (la forma lunga è rappresentata dalla stessa vocale scritta due volte). Inoltre esistono numerosi dittonghi o unioni di vocali (vocali consecutive pronunciate con una breve pausa tra di esse).
A un'ampia scelta di vocali corrisponde un limitato sistema consonantico. Esso è composto da:
- le occlusive sorde p, t, k e l'occlusiva sonora d (la d è presente solamente nelle parole che hanno una t come corrispondente nel morfema debole del tema)
- la sibilante s
- le nasali m, n e ng (quest'ultima talvolta simile al gn italiano di gnomo, ma in forma meno marcata)
- le liquide l e r
- le fricative v e j (quest'ultima con pronuncia fricativa molto debole, praticamente semivocale) e la debole fricativa h (equivalente alla c toscana in la casa).

In aggiunta a queste consonanti, sono presenti prestiti consonantici stranieri, quali b e d (in posizioni diverse dal caso sopra specificato), g, f, e š.
Le consonanti (eccetto la h) possono presentarsi in forma breve o lunga. La j è raddoppiata solo con aggiunta di una i, mentre la v solo dopo un dittongo terminante in u, ma non viene raddoppiata nella forma scritta. Le parole aventi occlusive nel tema lessicale sono caratterizzate dall'alternanza consonantica.

### Armonia vocalica

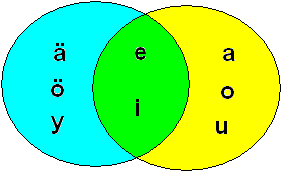
Armonia vocalica nella lingua finlandese.

Come nel turco e nell'ungherese, nella lingua finnica (almeno per le parole originarie) esiste un'armonia vocalica: in una stessa parola possono coesistere solo le vocali anteriori y, ä, ö oppure le posteriori
a, o, u; la e e la i sono considerate vocali neutre e sono presenti anche con vocali posteriori. Questo influisce anche sulle desinenze, che devono contenere vocali che mantengano l'armonia velare: kala-ssa, (nel pesce), kylä-ssä (nel paese), levo-ttom-uus (inquietudine), työ-ttöm-yys (disoccupazione).  Se sono presenti solo vocali neutre queste valgono come vocali anteriori. (es.  Helsingi-ssä-kö, "a Helsinki?")
L'armonia vocalica non è presente nelle parole composte dall'agglutinazione di due termini distinti (kesäloma, "vacanze estive", aamuyö, "le ore piccole"). Stesso discorso vale per parole aventi suffissi esterni (es. tällainen, "simile") e parole composte che abbiano un morfema identificativo del limite tra le due parole (laihan-länta).

### Struttura e accento delle parole
Le parole finniche possono essere divise in sillabe, che possono incominciare con una vocale o al massimo con una consonante. Anche per questa ragione i termini originari finnici possono avere al massimo una consonante all'inizio, e nei vecchi prestiti stranieri il morfema iniziale è semplificato in base a questa regola (es. ranta, "spiaggia", dal germanico strand). I termini che incominciano per vocale (che può essere breve, lunga o un dittongo) sono seguiti da 0-2 consonanti; la sillaba più breve è pertanto costituita da una vocale breve (es. o-lo, "l'essere", "lo stare", i-sä, "padre").
I termini finnici di radice antica sono generalmente bisillabici e a tema lessicale con terminazione vocalica (kala, "pesce", muna, "uovo", mene-, tema del verbo mennä, "andare", otta-, tema del verbo ottaa, "prendere"), monosillabici sono solo il verbo di negazione (ei, e-), alcuni temi di pronomi (se, "esso", tuo, "quello", tä-, tema del pronome tämä, "questo", ku-, tema del pronome kuka, "chi") e un piccolo gruppo di parole bisillabiche che hanno perso una consonante interna (es. jää, ghiaccio, kuu, luna, pää, testa). Ovviamente in coda al tema possono essere aggiunte desinenze e suffissi, oltre alla possibilità di costruire parole composte, cosicché le parole finniche possono essere anche molto lunghe.
L'accento nelle parole finniche è, senza eccezioni, sulla prima sillaba. Questa è una tipica particolarità del finnico, tant'è che l'accento non è affetto né dalla durata della sillaba, né dal suono: suoni (vocali) lunghi e brevi possono presentarsi indifferentemente sulla sillaba accentata o su altre. Nella lingua parlata l'accento più marcato può essere spostato su altre sillabe (es. hetkiNEN, "un attimo!"), ma solo nei casi in cui la parola vuol essere enfatizzata. Nell'ambito della frase alcune parole brevi possono restare senza accento, come ad esempio le parole incomincianti per on-. Oltre all'accento principale, nelle parole composte da almeno quattro sillabe, è possibile avere un accento secondario. Emil Nestor Setälä, in un suo scritto del 1930 ha definito gli accenti secondari come segue:
Nelle parole composte l'accento secondario è importante per distinguere le parole singole.

### Ortografia
L'ortografia della lingua finnica è nella gran parte fonologica, ovvero a ogni suono corrisponde una lettera. Le eccezioni maggiori sono:
- il suono äng, ovvero una n velare, che viene scritto come ng (kengät, scarpe)
- il fenomeno sandhi, ovvero i cambiamenti di pronuncia tra due parole consecutive, tra cui il più comune è la geminazione di frontiera

La geminazione di frontiera si presenta in quei termini che hanno perso una consonante finale (generalmente -k o -h); se a una parola di questo tipo segue un termine incominciante per consonante, questa consonante viene foneticamente raddoppiata. La geminazione di frontiera non viene generalmente scritta; nei trattati linguistici viene spesso contrassegnata dal simbolo x. Esempi della geminazione di frontiera sono i seguenti:
- Dopo il verbo coniugato tramite l'uso del verbo di negazione: en ota sitä [en otas sitä] (non lo prendo)
- Nella seconda persona singolare del modo imperativo dei verbi: ota se [otas se] (prendilo), älä tule tänne [älä tulet tänne] (non venire qui)
- Nella forma del primo infinito dei verbi (corrispondente all'infinito italiano): en tahdo ottaa sitä [en tahdo ottas sitä] (non voglio prenderlo)
- Nei sostantivi declinati nel caso allativo: äidille pitää soittaa [äidillep pitää soittaa] (si deve chiamare la mamma)
- In alcuni avverbi che (così come nel caso dei termini all'allativo o dei verbi all'infinito) avevano nella loro forma antica una -k terminale: tänne tulo [tännet tulo] (l'arrivo qua)
- termini (originari o prestiti) anticamente terminanti per -(e)k- e -(e)h-, la cui forma nominativa dei derivati moderni termina generalmente in e; ad esempio la parola herne, pisello, derivante dal baltico herneh: hernekeitto [hernekkeitto], "zuppa di piselli", oppure puhe ("parola", "parlata", dal verbo puhua, parlare), da cui puhemies [puhemmies], "portavoce", "presidente".

I problemi nella scrittura e nella pronuncia nascono spesso nel caso di prestiti linguistici. In alcuni casi, infatti, si è mantenuta la scrittura originaria, o comunque non modificata secondo le regole di pronuncia finnica. Ad esempio, il prestito latino invalidi (invalido), è scritto con una sola i, e così dovrebbe essere pronunciato dal momento che nella versione latina della parola tale i era breve; in realtà in pratica la pronuncia della i viene raddoppiata seguendo la regola linguistica di altre parole aventi la stessa sequenza di vocali e consonanti (es. invaliidi, Balttia).
La sibilante š presenta lo stesso tipo di indeterminazione di scrittura: per i prestiti che presentavano tale vocale viene talvolta consigliato l'uso di una normale s (sakaali, sciacallo, sampoo, sciampo, snautseri, schnauzer, sokki, shock, attasea, addetto, hasis, hashish, klisee, cliché, montaasi, montaggio, reportaasi, reportage, sabotaasi, sabotaggio, kollaasi, collage, saali, scialle, samppanja, champagne, sekki, ma anche šekki, scacchi, sifonki, chiffon, sortsit, ma anche šortsit e shortsit, calzoncini corti, brosyyri, brochure, ecc.), mentre l'uso della š viene consigliato nelle parole šaahi, scià, šamaani, sciamano šeikki, sceicco, šeriffi, sceriffo, šillinki, scellino, geiša, geisha, šakki, scacchi, tšekki, Cechia, Tšehov, Čechov, šovinismi, sciovinismo, bolševikki, bolscevico, kašmir, cachemire, pašša, pascià, e comunque nella traslitterazione dei nomi russi (es. Hovanštšina, Tšehov, Tšaikovski, Gorbatšov, Tšetšenia). La forma sh- viene usata raramente in prestiti inglesi (es. sherry, show), oppure nel caso in cui, per ragioni tecniche, non si possa usare la lettera š.

## Esempi di lingua

### Parole e frasi di uso comune
- Kyllä: sì

(si usa Joo nella lingua parlata)
- Ei: no
- En/et/ei/emme/ette/eivät: non (cambia a seconda della persona)
- Hei!: ciao!

(si usa anche Moi nella lingua parlata)
- Terve!: salve!
- Tervetuloa!: benvenuto/a/i/e!
- Hyvää huomenta!: buon giorno! (al mattino presto)
- Hyvää päivää!: buon giorno!
- Hyvää iltaa!: buona sera!
- Hyvää yötä!: buona notte!
- Näkemiin!/Terveisiä!: arrivederci!

(si usano spesso anche "Hei hei!",
"Heippa!")
- Kiitos: grazie
- Mutta: ma
- Ja: e (congiunzione)
- Paljon kiitoksia/kiitos paljon: molte grazie
- Ole/Olkaa hyvä(ä): prego (letteralmente "sii/siate buono/i")
- Eipä kestä: di niente, Prego
- Mitä kuuluu?/Miten menee ?: come stai?/come va?
- Anteeksi: scusa/i
- Kuinka...?: come/in che modo?
- Kuinka paljon...(se maksaa)?: quanto...(costa)?
- Kuinka monta...?: quanti/e...?
- Mikä...?: che (cosa)...?
- Kuka...?: chi...?
- Missä...?: dove...? (stato)
- Mihin...?: dove...? (moto)
- Mistä...?: da dove?
- Milloin...?: quando...?
- Miksi...?: perché?
- Puhutko suomea/italiaa/englantia/ranskaa/saksaa?: parli finnico/italiano/inglese/francese/tedesco?
- Minä en ymmärrä/en puhu suomea.: io non capisco/non parlo il finlandese.
- suomeksi/italiaksi/englanniksi/ranskaksi/saksaksi: in finnico/italiano/inglese/francese/tedesco
- Oletko suomalainen/italialainen?: sei finlandese/italiano?
- Mitä kello on?: che ore sono?
- Kello on + ora (es. kaksi).: sono le + ora (es. due).
- Kuinka se sanotaan suomeksi/italiaksi/englanniksi/ranskaksi/saksaksi? : come si dice in finnico/...
- Mikä sinun nimesi on?: come ti chiami?

Curiosità: in finlandese non esiste una vera e propria parola che possa significare "per favore". Per esprimere richieste in maniera cortese si coniuga il verbo il questione con quello che corrisponde al nostro condizionale in italiano. es: Voitko...?: Puoi...? - forma cortese: Voisitko...?: Potresti...:?

### Numeri cardinali
- zero: nolla
- uno: yksi
- due: kaksi
- tre: kolme
- quattro: neljä
- cinque: viisi
- sei: kuusi
- sette: seitsemän
- otto: kahdeksan
- nove: yhdeksän
- dieci: kymmenen

- undici: yksitoista
- venti: kaksikymmentä
- cento: sata
- mille: tuhat

### Giorni della settimana
- maanantai: lunedì
- tiistai: martedì
- keskiviikko: mercoledì (letteralmente "metà settimana")
- torstai: giovedì
- perjantai: venerdì
- lauantai: sabato
- sunnuntai: domenica

### Nomi dei mesi
- tammikuu: gennaio (lett.: "(il) mese della quercia")
- helmikuu: febbraio (lett.: "(il) mese della perla")
- maaliskuu: marzo (lett.: "(il) mese della terra")
- huhtikuu: aprile (lett.: "(il) mese del debbio")
- toukokuu: maggio (lett.: "(il) mese della semina")
- kesäkuu: giugno (lett.: "(il) mese dell'estate")
- heinäkuu: luglio (lett.: "(il) mese del fieno")
- elokuu: agosto (lett.: "(il) mese del raccolto")
- syyskuu: settembre (lett.: "(il) mese dell'autunno")
- lokakuu: ottobre (lett.: "(il) mese del fango")
- marraskuu: novembre (lett.: "(il) mese del morente")
- joulukuu: dicembre (lett.: "(il) mese del Natale")

### Voci geografiche
- Suomi: Finlandia
- Englanti: Inghilterra
- Espanja: Spagna
- Etelä-Afrikka: Sudafrica
- Alankomaat: Paesi Bassi
- Islanti: Islanda
- Italia: Italia
- Kreikka: Grecia
- Norja: Norvegia
- Ranska: Francia
- Ruotsi: Svezia
- Saksa: Germania
- Sveitsi: Svizzera
- Tanska: Danimarca
- Venäjä: Russia
- Viro: Estonia
- Yhdysvallat: Stati Uniti
- Eurooppa: Europa
- Napapiiri: Circolo polare
- Välimeri: Mar Mediterraneo

### Presente indicativo del verbo essere (olla)
- (minä) olen: io sono
- (sinä) olet: tu sei
- (Te) olette: Lei è[nota 1]
- hän on: lui/lei è
- se[nota 2] on: esso è
- (me) olemme: noi siamo
- (te) olette: voi siete
- he ovat: loro/essi/esse sono
- ne[nota 2] ovat: essi/esse sono

1. ↑  Il "Lei" è molto meno usato rispetto all'italiano.
2. 1 2  Pronomi dimostrativi. Gli altri pronomi dimostrativi sono: tämä (pl. nämä) = "questo" e tuo (pl. nuo) = "quello".

### Il verbo avere in finnico
La lingua finnica non ha un vero e proprio verbo avere. Per questo motivo si usa un'espressione particolare formata dal verbo olla sempre al singolare e dal possessore al caso adessivo, che ha come desinenza -lla/-llä. La cosa posseduta va all'accusativo o al partitivo.
Ecco un esempio:
- Minulla on kaksi koiraa: io ho due cani
- Sinulla on kaksi koiraa: tu hai due cani
- Hänellä on kaksi koiraa: lui/lei ha due cani
- Meillä on kaksi koiraa: noi abbiamo due cani
- Teillä on kaksi koiraa: voi avete due cani
- Heillä on kaksi koiraa: loro hanno due cani

## Dialetti
1_ Dialetti sud-occidentali
     2_ Dialetti hämäläismurteet
     3_ Dialetto dell'Ostrobotnia meridionale
     4_ Dialetti keskipohjalaiset e pohjoispohjalaiset
     5_ Dialetti peräpohjalaiset
     6_ Dialetti del Savo
     7_ Dialetti sud-orientali

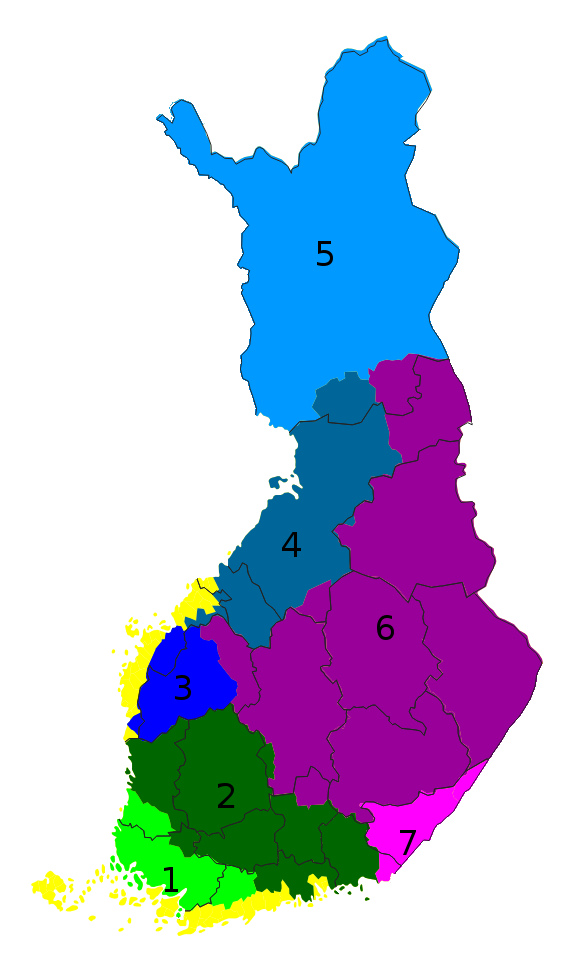
La distribuzione dei dialetti finnici:
1_ Dialetti sud-occidentali
2_ Dialetti hämäläismurteet
3_ Dialetto dell'Ostrobotnia meridionale
4_ Dialetti keskipohjalaiset e pohjoispohjalaiset
5_ Dialetti peräpohjalaiset
6_ Dialetti del Savo
7_ Dialetti sud-orientali

Nonostante il basso numero di locutori del finnico (circa sei milioni), esistono numerose variazioni dialettali. Molti dialetti hanno radici antiche, praticamente più antiche della nascita della lingua finnica vera e propria. Prima del Medioevo non esisteva una definizione vera e propria, ma esisteva una distinzione tra dialetti etnici baltofinnici; da quelli rimasti all'interno dei confini della Svezia del tempo, quando si è iniziato a costruire la lingua finnica. La lingua finnica attuale non è figlia di un singolo dialetto, bensì frutto di compromesso di unificazione dei vari dialetti effettuato durante il XIX secolo.
I dialetti non vengono più parlati nelle loro forme originarie, e si può dire che stanno lentamente morendo. In alcune regioni, comunque, il dialetto si è mantenuto forte e conta numerosi locutori; si può in ogni caso affermare che i dialetti originari siano stati sostituiti dalla locale lingua parlata. Negli ultimi decenni è nato un nuovo interesse nei dialetti, per cui oggigiorno esiste una nutrita pubblicazione di libri scritti nei vari dialetti locali, arrivando addirittura a pubblicare fumetti (ad es. Paperino) nei vari slang.
I dialetti finnici sono tradizionalmente divisi in due gruppi: i dialetti occidentali e quelli orientali. Le differenze sostanziali sono le seguenti:
- Variazione della t nella forma debole del tema lessicale. Essa si trasforma in d nel finnico scritto, nei dialetti occidentali spesso diventa r o l, mentre in quelli orientali viene completamente rimossa, oppure sostituita da un fonema di transizione,
- Trasformazione delle vocali lunghe in dittonghi (nei dialetti orientali): ad es. moa invece di maa (terra), peä invece di pää (testa)
- Differenze nell'uso dei vocaboli. Ad esempio il fascio di rametti di betulla che si usa in sauna è chiamato vihta nei dialetti occidentali, mentre vasta in quelli orientali. Alcune parole assumono significati diversi, come tuima, che nei dialetti occidentali significa forte, pungente, mentre in quelli orientali significa insipido, insapore.

### Dialetti occidentali
I dialetti occidentali vengono suddivisi tra i dialetti del sud-ovest, parlati nelle regioni del Varsinais-Suomi e della Satakunta, e il gruppo dei dialetti denominati hämäläismurteet, dai quali i dialetti contemporantei del sud-ovest hanno origine, e parlati principalmente della regione dell'Häme. I dialetti dell'Ostrobotnia meridionale sono parlati nelle regioni dell'Ostrobotnia meridionale, mentre i dialetti dell'Ostrobotnia centrale e settentrionale ovviamente delle regioni dell'Ostrobotnia centrale e settentrionale. I dialetti finnici parlati in Lapponia sono generalmente chiamati dialetti della Lapponia meridionale. Lo stesso meänkieli (lett. "la nostra lingua"), parlato nel Tornedalen può essere considerato un dialetto della Lapponia, sebbene si sia diviso dagli altri dopo il 1809, anno in cui la Finlandia è passata sotto la dominazione russa, mentre i locutori del meänkieli sono rimasti in Svezia. Stesso discorso vale per la lingua kven, parlata nel Finnmark norvegese.
I dialetti occidentali che hanno subito poche influenze nel corso dei secoli sono solo i dialetti del sud-ovest e quelli del gruppo degli hämäläismurteet. I vari dialetti dell'Ostrobotnia hanno subito influenze dai dialetti orientali, sempre più marcate più a nord ci spostiamo. Per questa ragione molti studiosi stanno pensando di riclassificare i dialetti in tre gruppi: occidentali, orientali e settentrionali.

### Dialetti orientali
I dialetti orientali sono principalmente divisi nei dialetti del Savo e nei dialetti del sud-est. Alcuni ricercatori sostengono che tali dialetti siano più vicini alla lingua careliana che ai dialetti occidentali.
La regione dei dialetti del Savo è geograficamente l'area dialettale finnica più vasta, poiché i contadini originari del Savo si sono trasferiti – durante il Medioevo e anche successivamente – in altre aree dialettali, ma difficilmente in centri già abitati, evitando così influssi da altri dialetti. I dialetti del Savo sono dunque anche parlati nella Carelia settentrionale, nella regione del Päijät-Häme a est del lago Päijänne, nella Finlandia centrale, nel Kainuu, nel Koillismaa e anche nell'Ostrobotnia, nelle enclavi linguistiche dei distretti di Keuruu ed Evijärvi. Inoltre il dialetto dei Finlandesi delle foreste, parlato nel Värmland svedese e nell'adiacente regione norvegese fino all'inizio del XX secolo, ha origine come dialetto del Savo.
I dialetti del sudest sono o sono stati parlati nella Carelia meridionale, nell'Istmo di Carelia e dal XVII secolo in Ingria (la regione in cui giace l'odierna San Pietroburgo). I dialetti parlati nelle regioni di confine della Carelia e nelle regioni a nord-est del Lago Ladoga non sono direttamente legati alla lingua finnica, bensì a quella della Carelia, sebbene nelle regioni di confine siano perfettamente comprensibili dai finlandesi.

## Altri dialetti o slang della lingua finnica
- Finglish, forma di slang in cui sono presenti numerosi prestiti dalla lingua inglese
- Dialetto di Rauma, dialetto parlato principalmente nella città di Rauma, appartenente al gruppo dei dialetti del sud-ovest, ma con forti distinzioni quali l'accorciamento delle parole, una propria intonazione e molti prestiti germanici.
- Stadin slangi (letteralmente "slang di Helsinki"), forma dialettale nata a Helsinki all'inizio del XX secolo e praticamente basata sull'uso di numerosi prestiti svedesi. Tale dialetto nacque come sorta di lingua franca per permettere la comunicazione tra finlandesi di lingua svedese e finnico.

## Premi Nobel per la letteratura di lingua finnica
- Frans Eemil Sillanpää (1939,  Finlandia)